# Helmut Krätzl
Mons. Helmut Krätzl (23. října 1931, Vídeň – 2. května 2023) byl rakouský římskokatolický kněz a emeritní pomocný biskup Vídně.

## Život
Narodil se 23. října 1931 v Vídni. Na kněze byl vysvěcen 29. června 1954 kardinálem Theodorem Innitzerem a stal se kaplanem v Badenu. Roku 1956 se stal ceremoniářem arcibiskupa Franze Königa. Roku 1959 získal na Vídeňské univerzitě doktorát z teologie.
Po nehodě na výletě v Jugoslávii dlouho nemohl chodit, tak začal studovat na Papežské Gregoriánské univerzitě v Římě, kde roku 1964 získal doktorát z kanonického práva. Během této doby pracoval jako těsnopisec logování Druhého vatikánského koncilu.
Od roku 1964 do roku 1969 byl farářem v Laa an der Thaya. Dne 1. září 1969 se stal kancléřem ordinariátu vídeňské arcidiecéze.
Dne 30. září 1977 byl papežem Pavlem VI. jmenován pomocným biskupem Vídně a titulárním biskupem z Heraclei pontici. Biskupské svěcení přijal 20. listopadu 1977 spolu s Florianem Kuntnerem v Katedrále Svatého Štěpána z rukou kardinála Franze Königa a spolusvětiteli byli arcibiskup Franz Jáchym a biskup Reinhard Lettmann. Jako heslo si zvolil In der Kraft Gottes. V letech 1981 až 1985 byl generálním vikářem arcidiecéze.
Dne 6. března 2008 papež Benedikt XVI. přijal jeho rezignaci na post pomocného biskupa z důvodu dosažení kanonického věku.
U příležitosti jeho diamantového jubilea mluvil roku 2014 o otázkách celibátu a o mezispolečenství evangelických křesťanů.